# 류규
류규(柳規, 1400년 - 1473년 2월 10일)는 조선시대의 무신, 군인, 정치인이다. 전라남도 출신으로 자(字)는 경정(景正)이고, 시호는 정숙(貞肅), 본관은 영광. 무령부원군 류자광의 아버지이다.
무과에 급제하여 관직은 자헌대부 사헌부대사헌에 이르렀다. 아들 류자환과 서자 류자광이 출세하였으나 겸손하였고, 청렴하고 엄숙하게 처신하였다. 사후 1498년(연산군 3년) 순충적덕병의보조공신에 봉해지고 증 의정부영의정에 증직 추서되었다.

## 생애

### 생애 초반
전라남도 영광 출신으로 대언(代言) 류두명(柳斗明)의 아들로 태어났다. 음서로 관직에 나가 음관(蔭官)으로서 계성전직(啓聖殿直)이 되었다.
계성전직으로 재직 중 1426년(세종 8년) 무과(武科)에 급제하여 관례에 따라 바로 권지 훈련원 녹사(權知訓鍊院錄事)에 임명되었다. 이후 군기감 녹사(軍器監錄事), 선공감 직장(繕工監直長), 진주 판관(晉州判官), 사헌부 감찰(司憲府監察), 황해도 경력(黃海道經歷), 원평 부사(原平府使), 평양부 소윤(平壤府少尹), 한성부 소윤(漢城府少尹) 등을 지냈다.

### 관료 생활
1453년 사헌부 장령(司憲府掌令)으로 있을 때 언사(言事)로 권신에게 미움받아 군기 부정(軍器副正)으로 좌천되었다.
1454년(단종 2년) 사헌부 집의(司憲府執義)에 오르고, 동년 사복시윤(司僕寺尹)으로 옮겼다가 군기감정(軍器監正), 판사복시사(判司僕寺事)를 지냈다.
여러 벼슬을 거쳐 당상관으로 승진, 절충장군으로 첨지중추원사(僉知中樞院事)를 거쳐 형조 참의(刑曹參議)로 승진했다가 외직인 황해도 관찰사(黃海道觀察使)로 나갔다. 그 뒤 1455년 형조 참의(刑曹參議), 1456년(세조 2년) 호조참의(戶曹參議)가 되었다. 본처에게서 아들 자황을 얻었으며, 뒤에 첩에게서 아들 자광을 얻었다. 그의 첩이었던 유자광의 생모는 곧 따로 전라북도 남원부로 분가하여 살았다.
1457년(세조 3년) 가선대부(嘉善大夫)로 승진, 외직인 경주부윤(慶州府尹)에 올랐는데, 소송을 제기한 자 중 경주부윤인 유규에게 뇌물을 쓴 자가 있으므로 노하여 바로 끌어다가 형장(刑杖)을 치다가 죽었다. 뇌물을 주려던 송자를 장살시킨 일로 좌죄(坐罪)되어 파직되어 전북 남원으로 퇴거하였고, 이후 관직에 제수되었으나 사향아고 오랫동안 벼슬하지 않았다.

### 은퇴와 죽음
그 뒤 서자 자광이 익대공신(翊戴功臣)이 되자, 예종이 그에게 특별히 가정대부(嘉靖大夫) 행 중추부첨지사(行中樞府僉知事)를 제수(除授)하여 한성부에 와서 사은(謝恩)한 지 한 달 남짓 만에 늙었다는 이유로 돌아가기를 청하였다. 그가 사직을 청하자 예종은 특별히 다시 승진시켜 자헌대부(資憲大夫) 지중추부사(知中樞府事)를 제수하여 전리(田里)로 돌아가게 하여 그 뜻을 이루어 주고 이어서 사는 고을에 명하여 녹봉을 주게 하였다.
그 뒤 특별히 사헌부대사헌에 제수되었다. 1473년 2월 10일에 남원에서 사망하니 사망당시 나이 73세였다. 유언을 내려, 그의 유언대로 상사(喪事)를 한결같이 《주자가례》(朱子家禮)대로 장례하게 하였다.

### 사후
그가 죽자 예종은 특별히 조회를 금지하고 부의와 조제(弔祭)를 내려보냈다. 1498년(연산군 3년) 8월 5일 순충적덕병의보조공신에 책록되고 증직으로 증 대광보국숭록대부 의정부영의정 겸 영경연 홍문관 춘추관 성균관 관상감사에 추증되었다.

## 평가
조선왕조실록의 졸기에 의하면 '아들 자환(子煥)과 측실(側室)에서 낳은 아들 자광이 있는데, 유규가 집에서 엄숙하여 자제를 대할 때에도 반드시 관대(冠帶)를 갖추고 만났다. 자환·자광이 출세하여 현달하였지만 그는 언사(言辭)나 용색(容色)으로 그런 표정을 지은 적이 없었다'고 한다.
경상에 있었고 두 아들이 출세하였음에도 그는 평소 검소하고 겸손하게 처신하였으며 청렴하고 엄숙하여 칭찬을 받았다.

## 가족 관계
- 할아버지 : 류면(柳漹)
- 아버지 : 류두명(柳斗明)
  - 누이 : 여산인 송인산(宋仁山, 대언(代言))에게 출가
  - 매부 : 고령인 신제(申梯, 감사 역임)에게 출가, 자식은 신자교(申子僑) 등이 있다.
  - 누이 : 연안인 이보민(李補民, 이조정랑)에게 출가
  - 누이 : 안동인 권채(權採, 승지 역임)에게 출가
  - 누이 : 홍이(洪離)에게 출가
- 부인 : 여산 송씨
  - 아들 : 유자환(柳子煥, 처음 이름은 류자황(柳子晃[1]), ? - 1467년 2월 25일, 오성군(筽城君), 시호는 문양(文襄))
  - 며느리 : 윤형(尹炯)의 딸
    - 손자 : 류방(柳房)

  - 아들 : 류자석(柳子晳)
    - 손자 : 류숭원(柳崇元)
- 첩 : 나주 최씨(羅州崔氏)
  - 서자 : 류자광(柳子光, 1439년? ~ 1512년 6월)
  - 서자 : 류자형(柳子炯)

## 같이 보기
| - 중종 반정 - 경주부 - 유자환 - 유자광 - 남이 - 강순 - 한명회 - 김종서 - 한명회 - 신숙주 | - 김종직 - 김일손 - 무오사화 - 윤지임 - 이계동 - 이지방 |